# Acaena × pusilliviridis
Acaena × pusilliviridis é uma espécie híbrida de rosácea do gênero Acaena, pertencente à família Rosaceae.